# Брустурі (Біхор)
Брустурі (рум. Brusturi) — село у повіті Біхор в Румунії. Адміністративний центр комуни Брустурі.
Село розташоване на відстані 425 км на північний захід від Бухареста, 25 км на схід від Ораді, 111 км на північний захід від Клуж-Напоки.

## Населення
За даними перепису населення 2002 року у селі проживала 1331 особа.
Національний склад населення села:
| Національність | Кількість осіб | Відсоток |
| -------------- | -------------- | -------- |
| румуни         | 1184           | 89,0%    |
| угорці         | 73             | 5,5%     |
| цигани         | 48             | 3,6%     |
| словаки        | 23             | 1,7%     |

Рідною мовою назвали:
| Мова      | Кількість осіб | Відсоток |
| --------- | -------------- | -------- |
| румунська | 1247           | 93,7%    |
| угорська  | 61             | 4,6%     |
| словацька | 22             | 1,7%     |